# أنواع الصهيونية

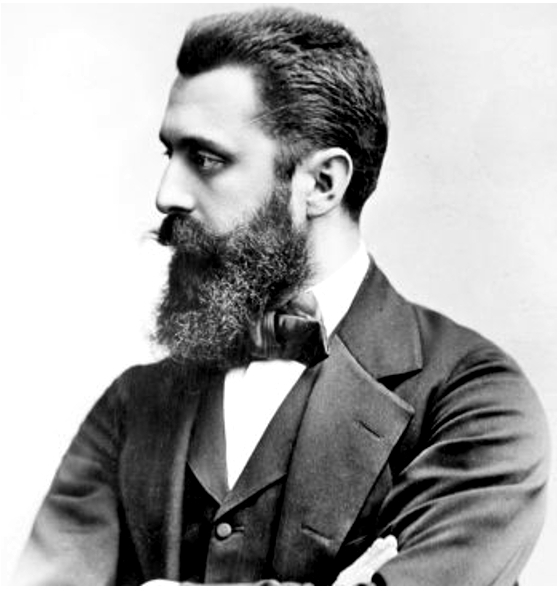
يعتبر تيودور هرتزل مؤسس الحركة الصهيونية. في كتابه عام 1896 دير جودنستات، تصور قيام دولة يهودية مستقلة في المستقبل خلال القرن العشرين.

كان الهدف الرئيسي للصهيونية هو إقامة وطن لليهود. تفرع عن الفكر الاساسي تيارات متعددة تمثل اتجاهات متقاربة تسعى لتحقيق ذات الهدف بطرق مختلفة واحيانًا اهداف اضافية، نتجت عن فلاسفة يمثلون مناهج مختلفة تتعلق بالهدف والمسار الذي يجب أن تتبعه الصهيونية.

## الصهيونية السياسية

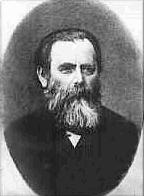
اعتنق ليون بينسكر الصهيونية السياسية

كانت الصهيونية السياسية بقيادة تيودور هرتزل وماكس نورداو في روسيا. نهج هذه المنظمة الصهيونية ظهر في المؤتمر الصهيوني الأول الذي يهدف إلى إنشاء وطن مضمون علنًا وقانونيًا لليهودي في فلسطين، والذي تضمن، من بين أمور أخرى، خطوات أولية للحصول على المنح الحكومية من القوى القائمة التي تسيطر على المنطقة.

## الصهيونية العملية
كانت الصهيونية العملية بقيادة موشيه ليب ليلينبلوم وليون بينسكر وصاغتها منظمة هوفيفي زيون. يرى هذا النهج أن هناك حاجة من الناحية العملية إلى الهجرة اليهودية لفلسطين،عاليا، واستيطان الأرض، في أقرب وقت ممكن، حتى لو لم يتم الحصول على ميثاق قانوني على الأرض.

## الصهيونية الاصطناعية
الصهيونية الاصطناعية بقيادة حاييم وايزمان وليو موتسكين وناحوم سوكولو، هو نهج دعا إلى الجمع بين النهجين السابقين.

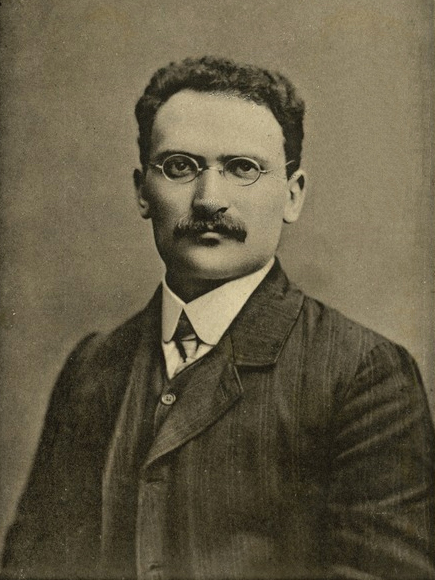
دوف بير بوروتشوف، أحد قادة حزب العمال الصهيوني

## الصهيونية العمالية
او الصهيونية الاشتراكية، هو تقسيم آخر من بين هذه الأنواع العامة للصهيونية ناتج عن الاختلافات الأيديولوجية التي لا تتعلق بالضرورة بالصهيونية نفسها، بل بالأحرى نظرة عالمية شاملة يحملها أعضاء هذه المجموعات المختلفة فيما يتعلق بشخصية الدولة اليهودية المستقبلية. بقيادة نحمان سيركين وبير بوروخوف وحاييم ارلوسوروف وبيرل كاتسنلسون:
على عكس الصهيونية العملية والسياسية، رغبت الصهيونية العمالية في تأسيس مجتمع زراعي ليس على أساس مجتمع برجوازي خاص، بل على أساس المساواة الأخلاقية.

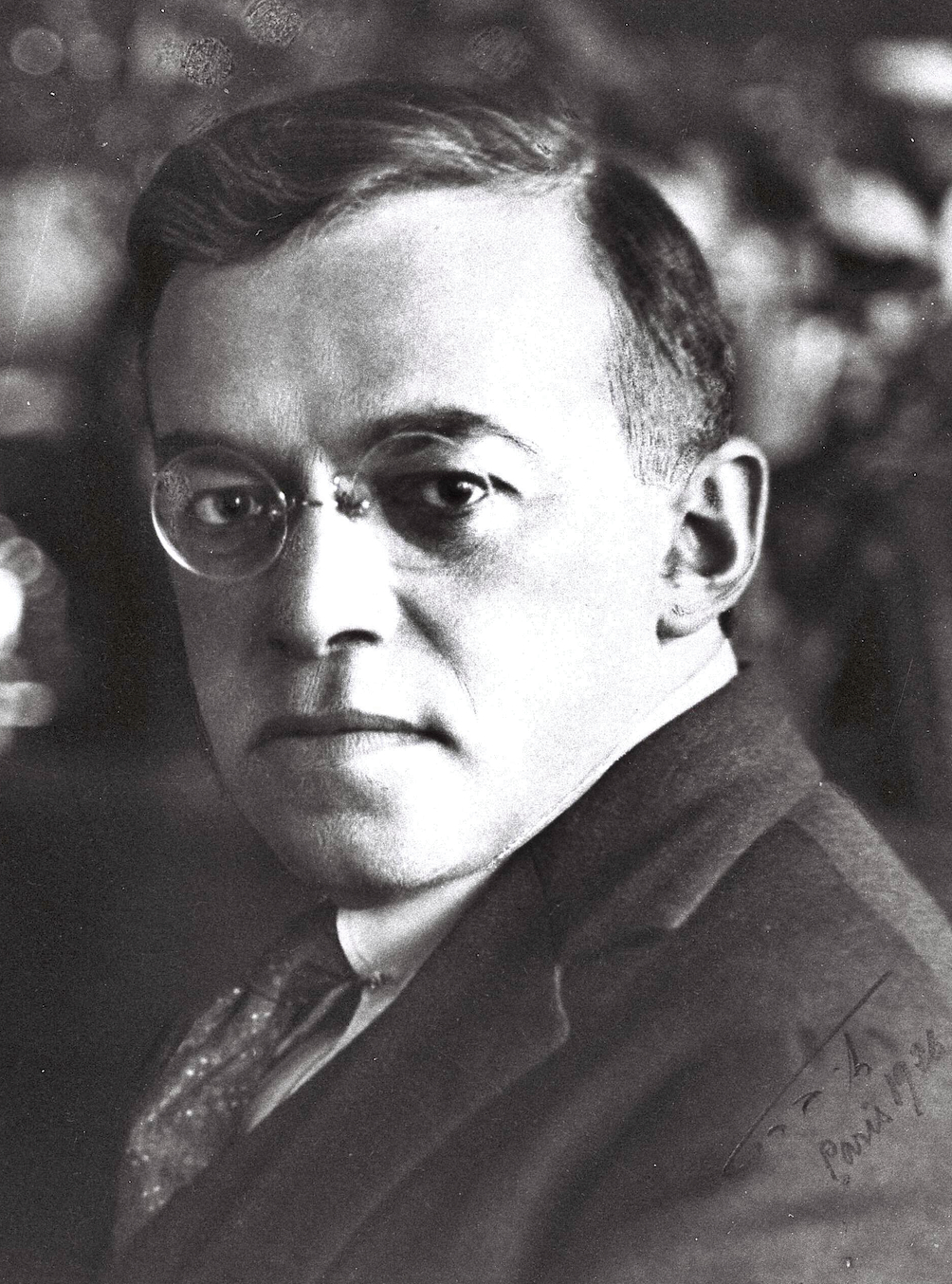
زئيف جابوتنسكي، مؤسس الصهيونية التصحيحية

## الصهيونية التصحيحية
كانت الصهيونية التصحيحية في البداية بقيادة زئيف جابوتنسكي ولاحقًا من قبل خليفته مناحيم بيغن (رئيس وزراء إسرائيل لاحقًا)، وأكدت على العناصر للهوية اليهودية، والتراث التاريخي للشعب اليهودي في أرض إسرائيل باعتباره المكون الأساس للفكر القومي الصهيوني وإقامة الدولة اليهودية. دعموا الليبرالية وخاصة الليبرالية الاقتصادية، وعارضوا الصهيونية العمالية وإقامة مجتمع شيوعي في أرض إسرائيل. عارضت الصهيونية التصحيحية أي احتواء للكفاح الفلسطيني ودعمت العمل العسكري الصارم ضد المنظمات الفلسطينية التي هاجمت المستوطنات اليهودية في أرض إسرائيل. بسبب هذا الموقف، انبثق فصيل من القيادة التصحيحية عن تلك الحركة من أجل إنشاء الإرغون تحت الأرض. يُصنف هذا التيار أيضًا على أنه مؤيد لإسرائيل الكبرى.

## الصهيونية الثورية
بقيادة ابراهام شتيرن وإسرائيل إلداد ويوري تسفي غرينبرغ. نظرت الصهيونية الثورية إلى الصهيونية باعتبارها صراعًا ثوريًا من أجل جمع اليهود من الشتات، وإحياء اللغة العبرية باعتبارها لغة عامية منطوقة وإعادة تأسيس مملكة يهودية في أرض إسرائيل. بوصفهم أعضاء في ليحي خلال أربعينيات القرن العشرين، انخرط العديد من أتباع الصهيونية الثورية في حرب العصابات ضد الإدارة البريطانية في محاولة لإنهاء الانتداب البريطاني لفلسطين وتمهيد الطريق للاستقلال السياسي اليهودي. بعد إقامة دولة إسرائيل، زعمت الشخصيات البارزة في هذا التيار أن إنشاء دولة إسرائيل لم يكن أبدًا هدفًا للصهيونية، بل أداة لاستخدامها في تحقيق هدف الصهيونية، الذي أطلقوا عليه بالعبرية اسم ملكوت يسرائيل (مملكة إسرائيل). غالبًا ما يتم تضمين الصهاينة الثوريين عن طريق الخطأ ضمن الصهاينة التصحيحيين لكنهم يختلفون أيديولوجيًا في عدة مجالات. في حين كان الاصلاحيون في معظمهم من القوميين العلمانيين الذين كانوا يأملون في إقامة دولة يهودية مخطط أن تكون كومنولث داخل الإمبراطورية البريطانية، دافع الصهاينة الثوريون عن شكل من أشكال المسيانية القومية التي تطمح إلى مملكة يهودية شاسعة ذات هيكل يبنى في القدس. تتبنى الثورة الصهيونية عموما معادات الإمبريالية ووجهات النظر السياسية التي شملت كلًا من اليمينية واليسارية القومية وكلا التوجهين منتشر بين معتنقيها. يُصنف هذا التيار أيضًا على أنه مؤيد لإسرائيل الكبرى.

## الصهيونية الدينية
بقيادة يتسحاق يعقوب رينز، مؤسس مزراحي (الصهيونية الدينية) وإبراهيم إسحاق كوك. أكدت الصهيونية الدينية أن الهوية اليهودية وإقامة دولة إسرائيل واجب ديني مستمد من التوراة. على عكس بعض أجزاء المجتمع اليهودي غير العلماني الذي ادعى أن الخلاص لأرض إسرائيل لن يحدث إلا بعد مجيء المسيح الذي سيحقق هذا الطموح، أكدوا أن الأعمال البشرية لاسترداد الأرض ستجلب المسيح، شعارهم: «إن أرض إسرائيل لشعب إسرائيل وفقا للتوراة إسرائيل». اليوم يشار إليهم عادة باسم «القوميين الدينيين» أو «المستوطنين»، ويتم تصنيفهم أيضًا على أنهم مؤيدون لإسرائيل الكبرى.

## الصهيونية الثقافية

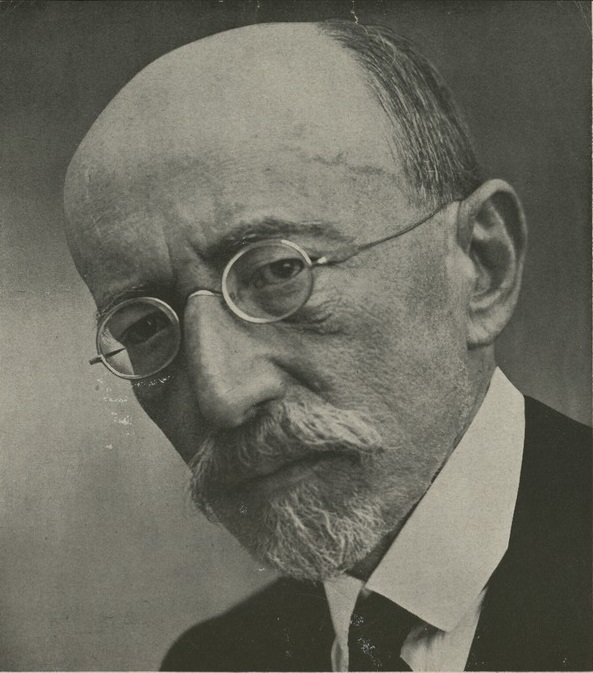
آحاد هعام (آشر جينسبيرج)

بقيادة آحاد هعام (آشر تسفي هيرش جينسبيرج). رأت الصهيونية الثقافية أن تحقيق النهضة الوطنية للشعب اليهودي يجب أن يتحقق من خلال إنشاء مركز ثقافي في أرض إسرائيل ومركز تعليمي لليهود الشتات، والذين سيكونا معًا حصنًا ضد خطر الاستيعاب الذي يهدد وجود الشعب اليهودي.

## الصهيونية الإصلاحية
الصهيونية الإصلاحية، المعروفة أيضًا باسم الصهيونية التقدمية، هي أيديولوجية الذراع الصهيونية للفرع الإصلاحي أو التقدمي لليهودية. رابطة الإصلاح الصهيونية الأمريكية هي المنظمة الصهيونية لحركة الإصلاح الأمريكية. إن مهمتهم "تسعى لجعل إسرائيل أساسية للحياة المقدسة والهوية اليهودية لليهود الإصلاحيين. بصفتها منظمة صهيونية، تدافع الجمعية عن الأنشطة التي تعزز إسرائيل كدولة يهودية تعددية وعادلة وديمقراطية. في إسرائيل، يرتبط الإصلاح الصهيوني بحركة إسرائيل من أجل اليهودية التقدمية.

## روابط خارجية
- الصهيونية السياسية، المكتبة الافتراضية اليهودية
- الصهيونية العملية، المكتبة الافتراضية اليهودية
- الصهيونية الاصطناعية، المكتبة الافتراضية اليهودية